# Leandro Paredes
Leandro Daniel Paredes (španělská výslovnost: [leˈandɾo paˈɾeðes]; * 29. června 1994 San Justo) je argentinský profesionální fotbalista, který hraje na pozici záložníka v italském klubu AS Řím a v argentinském národním týmu.

## Klubová kariéra

### Boca Juniors
Paredes odehrál své první ligové utkání v drese Bocy Juniors 6. listopadu 2010 při porážce 2:0 proti Argentinos Juniors.

### AS Řím
Na začátku roku 2014 měl Paredes namířeno z Bocy Juniors do AS Řím na hostování s opcí stanovenou na 4,5 milionu eur. Klub z italského hlavního města však neměl zajištěné vízum pro mimoevropského hráče, a tak hostování ztroskotalo. Na konci ledna 2014 odešel na hostování do konce sezóny 2013/14 do Chieva Verona.
Dne 19. července 2014 se již Paredes oficiálně připojil k AS Řím na roční hostování s opcí. 27. září 2014 debutoval v klubu, a to jako náhradník při výhře 2:0 proti Hellasu Verona. 8. února 2015 vstřelil Paredes svůj první gól v klubu v zápase proti Cagliari. V červnu 2015 přestoupil do italského klubu natrvalo za částku okolo 6 milionu eur.

### Zenit Petrohrad
Dne 1. července 2017 odkoupil Paredese ruský Zenit Petrohrad za částku ve výši 23 miliónů eur. Hráč podepsal v klubu čtyřletou smlouvu..

### Paris Saint-Germain
Dne 29. ledna 2019 oznámil francouzský klub Paris Saint-Germain příchod Paredese za 40 miliónů eur. Byla mu nabídnuta smlouva na čtyři a půl roku. Svůj první gól v klubu vstřelil při vítězství 2:0 proti Pau FC v zápase Coupe de France 29. ledna 2020, přesně rok po přestupu do PSG, a to s kapitánskou pásku.

## Reprezentační kariéra
Dne 19. května 2017 obdržel Paredes svou první pozvánku do argentinské reprezentace od trenéra Jorgeho Sampaoliho na přátelské zápasy proti Brazílii a Singapuru. Debutoval v zápase proti Singapuru 13. června; v utkání vstřelil gól na 4:0 a pomohl tak Argentině k výhře 6:0.
V květnu 2018 byl jmenován do předběžného 35členného výběru Argentiny na Mistrovství světa 2018 v Rusku, nicméně se do finálové nominace nedostal. 21. května 2019 byl Paredes povolán Lionelem Scalonim na turnaj Copa América 2019.

## Osobní život
Dne 2. září 2020 bylo oznámeno, že Paredes a jeho spoluhráči Neymar a Ángel Di María, měli pozitivní test na covid-19. Francouzské sportovní noviny L'Équipe uvedly, že se údajně nakazili na společné dovolené na Ibize.

## Statistiky

### Klubové
K 3. dubnu 2021
| Klub                | Sezóna  | Liga             | Liga   | Liga | Národní pohár | Národní pohár | Ligový pohár | Ligový pohár | Kontinentální poháry | Kontinentální poháry | Ostatní | Ostatní | Celkem | Celkem |
| Klub                | Sezóna  | Liga             | Zápasy | Góly | Zápasy        | Góly          | Zápasy       | Góly         | Zápasy               | Góly                 | Zápasy  | Góly    | Zápasy | Góly   |
| ------------------- | ------- | ---------------- | ------ | ---- | ------------- | ------------- | ------------ | ------------ | -------------------- | -------------------- | ------- | ------- | ------ | ------ |
| Boca Juniors        | 2010/11 | Primera División | 1      | 0    | 0             | 0             | —            | —            | —                    | —                    | —       | —       | 1      | 0      |
| Boca Juniors        | 2011/12 | Primera División | 3      | 0    | 0             | 0             | —            | —            | 1                    | 0                    | —       | —       | 4      | 0      |
| Boca Juniors        | 2012/13 | Primera División | 20     | 4    | 0             | 0             | —            | —            | 0                    | 0                    | —       | —       | 20     | 4      |
| Boca Juniors        | 2013/14 | Primera División | 4      | 1    | 0             | 0             | —            | —            | 0                    | 0                    | —       | —       | 4      | 1      |
| Boca Juniors        | Celkem  | Celkem           | 28     | 5    | 0             | 0             | —            | —            | 1                    | 0                    | —       | —       | 29     | 5      |
| Chievo (host.)      | 2013/14 | Serie A          | 1      | 0    | 0             | 0             | —            | —            | —                    | —                    | —       | —       | 1      | 0      |
| AS Řím (host.)      | 2014/15 | Serie A          | 10     | 1    | 2             | 0             | —            | —            | 1                    | 0                    | —       | —       | 13     | 1      |
| Empoli (host.)      | 2015/16 | Serie A          | 33     | 2    | 0             | 0             | —            | —            | —                    | —                    | —       | —       | 33     | 2      |
| AS Řím              | 2016/17 | Serie A          | 27     | 3    | 4             | 0             | —            | —            | 10                   | 0                    | —       | —       | 41     | 3      |
| Zenit Petrohrad     | 2017/18 | Premier Liga     | 28     | 4    | 1             | 1             | —            | —            | 10                   | 1                    | —       | —       | 39     | 6      |
| Zenit Petrohrad     | 2018/19 | Premier Liga     | 15     | 3    | 0             | 0             | —            | —            | 7                    | 1                    | —       | —       | 22     | 4      |
| Zenit Petrohrad     | Celkem  | Celkem           | 43     | 7    | 1             | 1             | —            | —            | 17                   | 2                    | —       | —       | 61     | 10     |
| Paris Saint-Germain | 2018/19 | Ligue 1          | 16     | 0    | 4             | 0             | 0            | 0            | 2                    | 0                    | 0       | 0       | 22     | 0      |
| Paris Saint-Germain | 2019/20 | Ligue 1          | 17     | 0    | 5             | 1             | 4            | 0            | 6                    | 0                    | 1       | 0       | 33     | 1      |
| Paris Saint-Germain | 2020/21 | Ligue 1          | 18     | 0    | 3             | 0             | —            | —            | 5                    | 0                    | 1       | 0       | 27     | 0      |
| Paris Saint-Germain | Celkem  | Celkem           | 51     | 0    | 12            | 1             | 4            | 0            | 13                   | 0                    | 2       | 0       | 82     | 1      |
| Celkem              | Celkem  | Celkem           | 193    | 18   | 19            | 2             | 4            | 0            | 42                   | 2                    | 2       | 0       | 260    | 22     |

### Reprezentační
K zápasu odehranému 12. listopadu 2020
| Argentina | Argentina | Argentina |
| Rok       | Zápasy    | Góly      |
| --------- | --------- | --------- |
| 2017      | 2         | 1         |
| 2018      | 7         | 0         |
| 2019      | 15        | 2         |
| 2020      | 3         | 0         |
| Celkem    | 27        | 3         |

#### Reprezentační góly
K zápasu odehranému 12. listopadu 2020. Skóre a výsledky Argentiny jsou vždy zapisovány jako první.
| Gól | Datum           | Místo                                               | Soupeř   | Skóre | Výsledek | Soutěž           |
| --- | --------------- | --------------------------------------------------- | -------- | ----- | -------- | ---------------- |
| 1.  | 13. června 2017 | Národní stadion, Kallang, Singapur                  | Singapur | 4:0   | 6:0      | Přátelské zápasy |
| 2.  | 10. září 2019   | Alamodome, San Antonio, Spojené státy americké      | Mexiko   | 3:0   | 4:0      | Přátelské zápasy |
| 3.  | 13. října 2019  | Estadio Manuel Martínez Valero, Alicante, Španělsko | Ekvádor  | 3:0   | 6:1      | Přátelské zápasy |

## Ocenění

### Klubové

#### Zenit Petrohrad
- Ruská Premier Liga: 2018/19

#### Paris Saint-Germain
- Ligue 1: 2018/19, 2019/20[20]
- Coupe de France: 2019/20[21]
- Coupe de la Ligue: 2019/20
- Trophée des champions: 2019,[22] 2020[23]
- Liga mistrů UEFA: 2019/20 (druhé místo)

### Individuální
- Jedenáctka turnaje Copa América: 2019[24]